# Angvundasčorr
Angvundasčorr (rusky Ангвундасчорр) je nejvyšší hora stejnojmenného masívu a také celého pohoří Lovozerské tundry na poloostrově Kola v Murmanské oblasti na severu evropské části Ruska. Dosahuje nadmořské výšky 1126 metrů. Název hory pochází ze sámštiny a znamená „hora s písčitým svahem“.

## Poloha
Masív odděluje doliny potoků Činglusuaj a Sengisjok. Na jeho úpatí se rozkládá jezero Sengisjavr. Druhou významnou horou v masívu je Kedykvarpachk.